# MarTux
MarTux_0.2 és un sistema operatiu per a PC basat en Unix llançat per Martin Bochnig. És la primera distribució per a SPARC d'OpenSolaris. Es distribueix en un live-Cd però solament en DVD doncs així ha set fet el programari per la comunitat de Blastwave.